# 警察学校

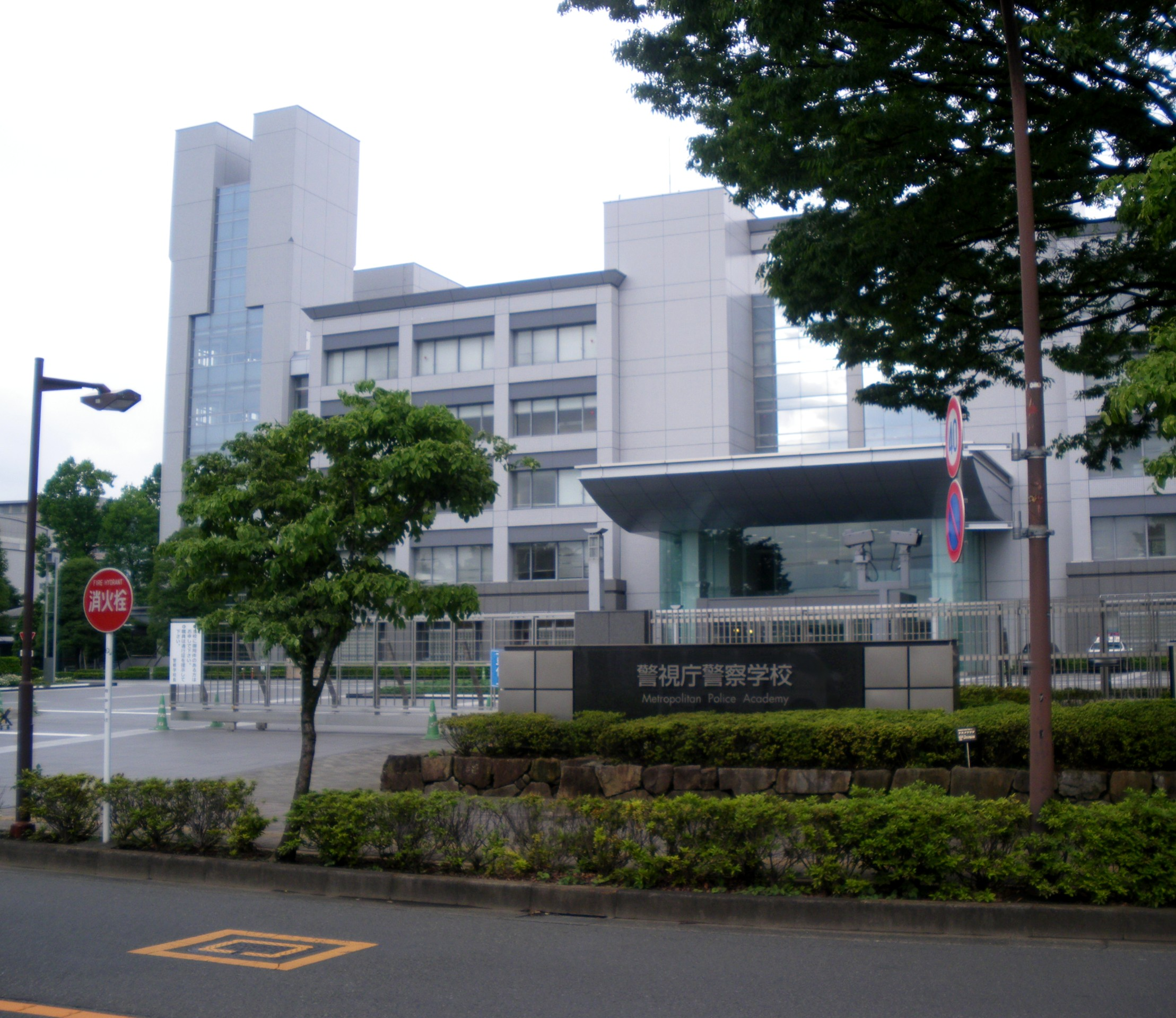
警視庁警察学校（東京都府中市）

警察学校（けいさつがっこう、英: Police Academy）とは、警察職員（警察官、警察行政職員など）を教育・訓練する機関である。分類上は、公安職公務員（ただし、警察のみ）養成の職業訓練校という扱いになっている。警察職員の教養施設は数多くの国に設置されているが、本稿では特にことわりが無い限り日本の警察における警察学校について記す。
日本の警察学校は学校教育法上の学校ではなく、あくまで警察組織内の教養施設であり、警察官・一般職員に対する研修事務が主内容である。学生も警察職員であることから、地方公務員法に基づき給与が支給される。

## 概要
警察学校には大きく分けて、都道府県警察の警視庁警察学校および道府県警察学校と、管区警察局に属する管区警察学校の2種類がある。都道府県の警察学校は警察法（昭和29年法律第162号）第54条を、管区警察学校は同法第32条を設置根拠規定とする。この他、警察庁には警察大学校が（同法第27条）、皇宮警察本部には皇宮警察学校（同法第29条第4項）がそれぞれ設置されている。
警察学校での初任教養・初任総合教養を修了し現場での職務に就いた後も、本人の希望や担当する職務により研修を受けることを命じられる場合がある（現任教養・専科教養などといわれる）。単に「警察学校」といった場合は、都道府県の警察学校を指す場合が多い。警察内部では「警校」、「警学」、「学校」などと略称される。

## 都道府県警察学校
都道府県警察の警察学校では、新任の警察官やその他の警察職員に対し警察業務上必要な知識、技能などを修得させるための教育訓練を行うほか、現任の警察官や職員に対して職務に必要な専門的知識や技能、指導能力、管理能力の教養、警察業務に関する研究を行う機関であり、各都道府県に1校置かれている。北海道には方面分校が置かれ、また必要に応じて分校が置かれる場合もある。このうち、北海道警察学校だけは、北海道に管区警察学校が存在しないため、道警察学校にて新任・現任の警察官や職員に対する訓練のほか、他の都府県では管区警察学校が行うべき幹部として必要な教育訓練も行うものとされている（警察法第54条第3項）。
都道府県警察により組織形態は若干異なるが、典型的には学校長（警視長、警視正または警視）が校務を掌理し、副校長・校長補佐・教頭（警視正、警視または警部もしくはこれらと同等の職にある吏員）が学校長の補佐を行う他、教官（主に警部補またはこれと同等の職にある吏員）、助教（主に巡査部長またはこれと同等の職にある吏員）など（都道府県により教授、教師、助教授などの職名の場合もある）が置かれている。また、部・課・係等の部署が置かれ、校務を分掌する。学校の組織については、都道府県の条例や規則で定められている。
専門的な科目の講義や講演などの場合にはしばしば講師や公安委員等が外部から招かれる。

### 施設
警察学校には教場棟や管理棟、寮舎のほか、都道府県により規模や有無が異なる部分もあるが、概ね、射撃場・武道場・体育館・講堂・運動場・プールなどが設置されている。

#### 脱走及び逃走の防止
原則的に刑務所のような有刺鉄線や鉄格子などはなく、身体も拘束されない。しかし警察官となり巡査に任命された者の中には、集団生活そのものに馴染めず脱走する者や抜け駆けする者がいるため、入校・退校時は厳重に管理されている所がほとんどである。

### 都道府県警察学校の所在地一覧
| 都道府県                 | 所在地 （市区町村）                       |
| ------------------------ | ----------------------------------------- |
| 北海道警察学校           | 札幌市南区真駒内南町5丁目1番7号           |
| 函館方面分校             | 函館市金堀町48番2号                       |
| 旭川方面分校             | 旭川市住吉7条1丁目3867番地10              |
| 釧路方面分校             | 釧路市大楽毛南2丁目2-59                   |
| 北見方面分校             | 北見市中央三輪7丁目446-49                 |
| 青森県警察学校           | 青森市大字新城字天田内130番5              |
| 岩手県警察学校           | 盛岡市青山1丁目17番1号                    |
| 宮城県警察学校           | 名取市愛島郷2丁目1-25                     |
| 秋田県警察学校           | 秋田市新屋勝平台9-2                       |
| 山形県警察学校           | 天童市大字荒谷字下川原820番地             |
| 福島県警察学校           | 福島市蓬莱町1-1-1                         |
| 警視庁警察学校（東京都） | 府中市朝日町3丁目15-1                     |
| 茨城県警察学校           | 東茨城郡茨城町大字上石崎字大高4667番地の4 |
| 栃木県警察学校           | 宇都宮市若草2-3-76                        |
| 群馬県警察学校           | 前橋市元総社町80-5                        |
| 埼玉県警察学校           | さいたま市北区植竹町1-804                 |
| 千葉県警察学校           | 東金市士農田28番地1                       |
| 神奈川県警察学校         | 横浜市栄区桂町22番地2                     |
| 木月分校                 | 川崎市中原区木月4丁目37番1号              |
| 由野台分校               | 相模原市中央区由野台3丁目1番2号           |
| 新潟県警察学校           | 新潟市西区小新西2-21-1                    |
| 山梨県警察学校           | 甲斐市西八幡4422-3                        |
| 長野県警察学校           | 長野市松代町西条3929                      |
| 静岡県警察学校           | 藤枝市下之郷1685-1                        |
| 富山県警察学校           | 富山市向新庄町8丁目2-46                   |
| 石川県警察学校           | 金沢市錦町6-104                           |
| 福井県警察学校           | 福井市荒木新保町5-9                       |
| 岐阜県警察学校           | 関市希望ケ丘町1番地                       |
| 愛知県警察学校           | 春日井市廻間町703番地                     |
| 三重県警察学校           | 津市高茶屋四丁目36番9号                   |
| 滋賀県警察学校           | 大津市御陵町72-4                          |
| 京都府警察学校           | 京都市伏見区深草塚本町官有地              |
| 大阪府警察学校           | 泉南郡田尻町りんくうポート南1-1           |
| 兵庫県警察学校           | 芦屋市朝日ヶ丘町40番10号                  |
| 奈良県警察学校           | 奈良市今市町585                           |
| 和歌山県警察学校         | 和歌山市木ノ本1445番地                    |
| 鳥取県警察学校           | 鳥取市伏野46-5                            |
| 島根県警察学校           | 松江市西浜佐陀町582-2                     |
| 岡山県警察学校           | 岡山市北区玉柏2753                        |
| 広島県警察学校           | 安芸郡坂町平成ヶ浜2丁目2番27号            |
| 山口県警察学校           | 山口市仁保下郷1459番地                    |
| 徳島県警察学校           | 徳島市論田町中開52-5                      |
| 香川県警察学校           | 高松市郷東町587番地138                    |
| 愛媛県警察学校           | 伊予郡松前町大字西古泉646                 |
| 高知県警察学校           | 南国市大埇甲1555番地の1                   |
| 福岡県警察学校           | 福岡市中央区平和5-14-1                    |
| 佐賀県警察学校           | 佐賀市日の出1丁目20-14                    |
| 長崎県警察学校           | 長崎市小江原5丁目1-1                      |
| 熊本県警察学校           | 熊本市中央区渡鹿4丁目2-1                  |
| 大分県警察学校           | 大分市大字福宗2301-4                      |
| 宮崎県警察学校           | 宮崎市天満町6番1号                        |
| 鹿児島県警察学校         | 姶良市平松4211-1                          |
| 沖縄県警察学校           | うるま市石川3402                          |

### 初任科

#### 初任科生の身分
都道府県警察の警察官に採用された者はまず、警視庁警察学校または道府県警察学校（以下、「都道府県警察学校」の項において「警察学校」という）に配属され、初任科生として一定期間の研修を命じられる。立場的にはまだ見習い警察官で現場へ出ることはほとんどない（例外として、大規模な警備事案の際に後方支援（雑用）のために出動した事例もある。日本航空123便墜落事故や、あさま山荘事件など）が、巡査の階級に任じられ、採用された当日から法律上の身分は警察官である。それに伴い、都道府県の条例に基づき俸給額が決定され、採用当日から支給される。
警察官に採用された者は、入校式が執り行われた後、初任科の教養を受ける。採用時期は、採用人数の多くない県では他の県職員と同様に4月に年1回、そうでないところでは採用試験の時期や成績により適宜の時期に、それぞれ採用される。したがって、後者の都道府県にあっては年間に複数回、採用された者の入校の時期に合わせて初任科教養が開始されることになる。初任科教養の期間は採用区分で異なり、大学卒業相当で採用された者（警察官I類・A種など。呼称は都道府県により異なる）は6か月間、短期大学、高等学校等卒業程度で採用された者（警察官II類・III類・B種など）は10か月間である。採用区分により、初任科教養の期間のほかに現場研修や初任総合科教養の期間にも違いがある（後述）。
制服や警棒・手錠・拳銃・警察手帳などの装備品は、都道府県の条例に基く員数が採用・入校時点で支給または貸与される。これらは職務を遂行するにあたり必要な装備であるため、全て無償であり、警察学校での研修を終えた後も、条例に定める使用期間の終わらない装備品については現場で使用し続け、最初の期間満了で初めて交換することができる。それ以外の、術科で使用する体操着・武道着や、テキスト・参考書籍類などの中には、個人で支弁するものもある。
警察学校入校中は、地方公務員法（昭和25年法律第261号）第22条第1項に規定する「条件附採用」の期間とされ、その間に成績不振、素行不良などの事由があれば免職され、または条件附採用（民間でいう「試用」）の期間終了後に正式採用されない場合もある（事件を起こせば“警察官”としてマスコミで話題にされてしまう）。なお、大卒程度の警察官にあっては同項本文の規定により6か月間の初任科教養修了後に正式採用されるが、大卒以外の警察官にあっては、同項後段により初任科教養期間中は条件附採用の期間が延長される。

#### 初任科教養
初任科教養では、「警察官としての在り方や心構え」などを学ぶ職務倫理、公用文を作成する際の漢字の使用方法や送り仮名のつけ方など作成要領を学ぶ国語、心理学、法医学などの部外講師を招いた授業、英会話、社会生活における法律の意義などについて学ぶ法学概論、警察官の身分、分限、服務、表彰や被害者対策など警察官の基本的な部分についての知識を身につける警務一般、少年事件、ストーカー・DV事件、環境犯罪、銃砲刀剣類取締り、営業関係などについての知識を身につける生活安全警察、交番勤務、警察安全相談、遺失物取扱などについての知識を身につける地域警察、捜査の基本、聞込み・現場臨場などの捜査活動、捜査書類作成、鑑識活動などについての知識を身につける刑事警察、道路交通法の目的、交通指導取締り、交通安全対策などについての知識を身につける交通警察、国際テロ対策、警衛・警護、災害警備活動などについての知識を身につける警備警察などの警察実務、基本原理、基本的人権の意義・内容についてを中心に学ぶ憲法、警察諸活動の法的根拠、警察官職務執行法などについて学ぶ警察行政法、総論、各論（個人的法益や国家的法益を侵害する犯罪）について学ぶ刑法、基本理念、任意・強制捜査などについて学ぶ刑事訴訟法、基本理念、契約、損害賠償などについて、部外講師を招き学ぶ民法、敬礼や部隊行動などの基本動作を身につける教練、けん銃所持の法的根拠、使用判断などけん銃に対する基礎知識、取扱方法を学ぶとともに射撃訓練を行い、的確な射撃技術を身につけるけん銃操法、集団警備の要となる警備実施の実施要領について学ぶ警備実施、柔剣道、逮捕術などの授業が行われる。教場での実務や法学の教養を「座学（ざがく）」、実技の教養を「術科（じゅつか）」と呼ぶ。
法学に関しては、例えば刑法であれば総則や、刑事訴訟法であれば第三章（証拠能力）といった単元が終わる毎に試験がある（県によっては中間テスト、期末テストと試験期間を設けているところもある）。正解率6割以下だと欠点、再試験となる。再試験が続くと、勤務態度に問題があるとみなされ、教官から退学（退職）を迫られる。
教養期間中の数日間、警察署での実務研修が行われる場合もある。実際に交番などにおいて、現場の警察官に付いて職務を見学・実践するというものである。ただし、身分はあくまでも警察学校の生徒であり、職務上必要な知識等を十分には有していない状態のため、実務研修中は指導役の警察官の職務を見学するか、その指示により手伝い程度の仕事をすることが主な役目である。
警察では無線電話（音声通信）のみではなくスピード違反取締りにレーダーを使用するため、二陸特の養成課程が行われている。

#### 警察学校での生活
警察学校では、入校時期と採用区分により、学生を「期」と呼ばれるグループに分ける。多くの場合、入校順に数字を「期」の前に付し、それらを「初任科第○○期」と呼称する。1つの期をさらに、小隊規模の（30人）の小グループに分け、それらを「××教場」「××班」（ともに一般の学校の「クラス」に相当）と呼称する。教場や班の名に冠する「××」には、担任教官の姓名や番号など、都道府県により異なる名称が入る（小規模県警では、期を教場ごとに分けない）。警察学校入校中、学生は教養や寮生活のあらゆる場面でこの期・教場を1つの単位として行動することとなり、他の期・教場と競争し切磋琢磨しながら学んでいく。警察学校の教養課程を修了し現場に出た後も、苦楽を共にした同期・教場の結束は“同じ釜の飯を食った仲間”と長期にわたり持続する。同時入校した、採用区分が異なる期を「兄弟期」と呼ぶことがあり、大卒程度の採用区分である期が卒業するまでは行動を共にする機会も多く、同期に準じた連帯感を有している。
各教場（班）で学生の中から教場（班）長・副教場（班）長が選ばれ、期ごとに学生の中から総代・副総代が選ばれる。選出方法は都道府県により異なるが、採用試験成績順や、教場（班）・期の中の最年長者などの方法で入校時に指名される。教場（班）長・総代は、それぞれの集団でリーダーとなり、学校生活の運営や、教官など警察学校職員と学生間の連絡調整にあたる。
基本的に、男女とも同じ教場（班）に属し、格闘技など一部を除いて座学・術科とも共通の教養を履修する。
生徒は、一定期日ごとの交代制で各種当番勤務に就く。当番の例として、授業前後に用具準備をする教場当番、警察学校敷地内に設けられた模擬交番や警備派出所に詰め敷地内警戒や出入構者確認を行う警備当番、教官室や当直室に詰め外部連絡取次ぎや建物内警戒を行う当直当番などがある。後二者は、課業時間外も所定勤務場所において、実際の交番勤務の様に徹夜または交代で当番任務を果たさなくてはならない。警察署にあっても当直当番があるため、警察学校における当番はその予行演習と位置づけることもできる。
初任教養は例外なく全寮制で、通学は認められず学生は警察学校敷地内にある寮に入居しなければならない。6～10か月の間居住するため、入校にあたって住民票も警察学校所在地に移動させる。寮では、起床・食事・学習時間・自由時間・消灯のスケジュールが定められており、学生はそれに従って行動する。
寮は棟などの単位で男女別に分かれており、両者間の行き来は特段の事情がない限り認められない（なお、警察学校では原則男女交際が禁止され、男女間の日常会話でさえ、禁止事項となっていることもある）。食堂など一部施設は、男女共用になっている。部屋は個室か、寝室部分をパーティションで区切った簡易個室となっている施設が多いが、共同で使える雑談室や勉強部屋も備えられている。浴室は共用大風呂であり、別にシャワー室が設けられている。個室のない寮の場合、各部屋に部屋長が置かれる。
休日に実家に帰宅するには学校長決裁による外泊許可が必要となっているものの、特段の事情がなければ認められる。食料品の差し入れや課業時間外の家族・知人との面会や電話連絡も認められ、ある程度の行動の自由は利くが、課題や当番などによって、事実上自由時間がないということもしばしばある。

#### 卒業
初任科の研修期間終了前に、卒業試験が行われる。座学の科目では筆記試験や口述試験、術科の科目ではこれらに加えて実技試験などの方法で、概ね2～3日かけて行われる。併せて、術科の段位や級位の認定試験も、卒業試験の日程に前後して行われる。これらの結果と、学習態度や寮生活の様子などの「平常点」を総合的に判断して、卒業時に勤務評定が行われる。これに基づいて、首席・次席、武道の高段を取得したなど優秀な者は卒業時に表彰される場合がある。
初任科を卒業した警察官は、人事異動により当該都道府県内の各警察署に配置（卒業配置、略称：卒配）され、大卒程度で7か月間、それ以外で8か月間、現場実習生として実際の職務に就きながら研修を行う。卒配先の警察署は、卒業前にあらかじめ本人からの希望を聞いた上で、適性や事情を勘案して決定する。以前は、男性警察官は地域課に配属され交番で勤務し、女性警察官は交通課で交通取締りに従事するなど性別により初期の配属先が分かれているケースが多かったが、近年では女性警察官も交番に配置されるなど、性別による区別がなくなりつつある。また、都道府県によっては交番のほか刑事・生活安全・交通などいくつかの部署でそれぞれ数か月ずつ実習を行う場合もある。特異な例として、千葉県警察では卒業した全員に初配属先として機動隊（新東京国際空港警備隊）勤務を経験させた時期があった。

### 初任総合科
現場実習の後、配属先の警察署を所属部署としたまま初任総合科（略称：初総（しょそう）、自治体により名称が初任補修（補習）科（略称：初補（しょほ））となる）学生として再度警察学校に入校し、新任時研修の総仕上げ的な研修を受ける。大卒程度で2か月間、それ以外では3か月間、それぞれ警察学校に入校し、現場実習での結果なども取り入れた研修が行われる。
また、同時期に初任科として入校している学生がいる場合は、先輩として後輩の指導にあたることも求められる。
初任総合科修了後は、原所属の警察署に戻り、通常の勤務に復帰する。初任総合科の修了をもって、新採用時の研修が全て終わり、一人前の警察官であると警察社会の中で認められるようになる。
初任総合科教養が修了した後も、基本的には卒配先の警察署で勤務を続けることになる。その後、人によって差はあるものに1年～数年程度勤務した後、他の警察署等の所属に異動することになる。また、この頃に本人の希望や適性などにより、専門の部署に異動する場合もある。

### 一般職員初任科
警察官以外の職員として都道府県警察に採用された者と警察庁事務官・警察庁技官として管区警察局に採用された者は、概ね1か月程度警察学校に入校して初任研修を受ける。職務の内容が異なるため、当然警察官とは別のカリキュラムによる教養を受けるが、科目によっては警察官の学生と共通の講義を受ける場合もある。
公務員として必要な法律や実務の研修がカリキュラムとして組まれているが、事務職員ではあるものの警察組織の一員となることから、教練等の術科を履修し、礼式や動作の基本なども身につけさせられる。

## 皇宮警察学校
皇宮警察学校は、警察庁の付属機関である皇宮警察本部に設置され、皇宮護衛官に対して各種訓練を行う機関である。東京都千代田区の、皇居の敷地内に所在する。初任者や現任の護衛官に対して各種訓練を行うという点では都道府県警察学校と同様であるが、その職務の特性から乗馬訓練や警防（消火活動）訓練、和歌作りや書道がカリキュラムに組まれている。

## 管区警察学校
管区警察学校は、警察庁の地方機関である管区警察局に附置される、警察官・職員の教育訓練施設である。都道府県警察学校の場合はいわゆる新人の初任教養を主な任務としているが、管区警察学校の場合は中堅幹部（警部補・巡査部長の警察官および同相当職の一般職員）に昇任した者の教養や、管区機動隊員や各種の高度な専門的知識・実技技能についての教養など、現任の警察官に対する訓練を主な任務としている。
管区警察学校に設置される主な課程は、下記の通り：
- 巡査部長任用科 巡査部長の昇進試験に合格した者に対して行われる教養（約30日間）
- 警部補任用科 警部補の昇進試験に合格した者に対して行われる教養（約50日間）
- 主任任用科 主任級（巡査部長相当職）に昇進した事務吏員・技術吏員に対して行われる教養（約2週間）
- 係長任用科 係長級（警部補相当職）に昇進した事務吏員・技術吏員に対して行われる教養（約2週間）
- 専科教養 主に中堅幹部に対して、特定の分野に関する専門的な知識及び技能を修得させるために行う教養（期間は内容により様々）

これ以外に、関東管区警察学校のみに初任幹部教養科が置かれ、国家公務員採用一般職試験(大卒程度)により警察庁に採用された警察官の研修を行う。
北海道警察は管区警察局に属していないため、これらの課程も北海道警察学校に設置されている。また、同じく管区警察局に属していない警視庁と皇宮警察本部の警察官・皇宮護衛官・警察職員は、これらの教育については「関東管区警察学校」に入校して行う。
人事面では、学校長など少数の幹部や事務官などを除き、教官はみな管区内各警察からの出向者で構成されている。

### 管区警察学校での生活
基本的に初任教養と同じく通学は認められておらず全寮制である。入校生はその間、校内に所在する寮に寄宿して生活する。
既に警察官・警察職員として一本立ちしていることから平日の課外外出及び週末の外泊などは比較的自由である。

### 管区警察学校一覧
| 管区警察学校         | 所在地 （市区町村）          |
| -------------------- | ---------------------------- |
| 東北管区警察学校     | 宮城県多賀城市丸山1-1-1      |
| 関東管区警察学校     | 東京都小平市喜平町2-5-1      |
| 中部管区警察学校     | 愛知県小牧市大字下末1551番地 |
| 近畿管区警察学校     | 堺市北区長曽根町1179-4       |
| 中国四国管区警察学校 | 広島市南区霞1-3-93           |
| 四国警察支局警察学校 | 香川県善通寺市生野町2116     |
| 九州管区警察学校     | 福岡市博多区板付6丁目1番1号  |

## 各国の警察学校

### アメリカ合衆国
日本とは違い、法執行官を目指す人は私費でも入学し研修を受けることができる。これは実務経験者を保安官や副保安官（執行官）として雇用する機関があるためである。ほとんどは各自治体警察（「アメリカ合衆国の警察」参照）に採用されトレーニー（候補生）として入学する人で、本来の修業期限内に卒業（及第・落第あり）出来なければ所属先から解雇されることになる（私費入学の人は学費が続く限り在学してよい）。

### ヨーロッパ
- ドイツでの警察訓練（ドイツ語版） ‐ 国境警備などを担う連邦警察と州内の州警察のそれぞれで警察学校がある。
- 欧州警察大学校
- Mitteleuropäische Polizeiakademie（ドイツ語版） - 中央ヨーロッパの国々が国の垣根を越えて2001年5月22日に設立された多国籍警察学校。
- ベルリン警察学校（ドイツ語版）
- Bundespolizeiakademie（ドイツ語版） - ドイツのリューベックに所在。
- Hochschule für Polizei Baden-Württemberg（ドイツ語版） - ドイツのバーデン＝ヴュルテンベルク州立警察学校
- ニーダーザクセン州警察学校（ドイツ語版）
- de:Deutsche Volkspolizei#Ausbildungsstätten - 東ドイツ時代の警察であるドイツ人民警察の警察学校一覧
- École de Police（ドイツ語版） - ルクセンブルク
- リトアニア警察学校（ドイツ語版）
- チェコ共和国警察学校（ドイツ語版）
- Garda Síochána College（英語版） - アイルランド
- Scottish Police College（英語版） - スコットランドのトゥリアラン城（英語版）に設立された。

### その他
- New South Wales Police Force Academy（英語版）、Victoria Police Academy（英語版） - オーストラリア
- Sardar Vallabhbhai Patel National Police Academy（英語版） - インド
- Royal Malaysian Police College Kuala Lumpur（英語版） - マレーシア
- Korean National Police University（英語版） - 韓国

## 警察学校を舞台とした作品
主な舞台が警察「学校」という設定上、学園ものの要素を持った作品が多く、同期の候補生と切磋琢磨しながら主人公が警察官となるまでの過程を描いたものや、候補生を指導する立場にある教官側を主人公とした作品などがある。